# Gomorrhe
Pour les articles homonymes, voir Gomorrhe (homonymie).

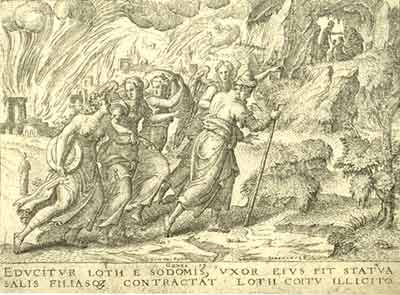
La Destruction de Sodome et Gomorrhe, Étienne de Laune

Dans la Genèse, Gomorrhe (Gomorrhe en hébreu moderne עמרה (Amorah),en hébreu classique (Ghamorra)) fut l'une des deux villes détruites (l'autre étant Sodome) au temps d'Abraham par une « pluie de feu » venant de Dieu, en raison des mauvaises mœurs de ses habitants.

## Étymologie
Le nom עֲמֹרָה (Amorah) est habituellement attaché à la racine עָמַר (ʿMR)
- עָמַר (ʿamar) évoque l’idée d’entasser (cf. Ex 16,14 pour la manne כְּכַפְרוֹר עָמַר, « comme une couche de givre »), suggérant une destruction par accumulation (feu, sel ou eau selon les traditions).
- Certains lexicographes (Brown-Driver-Briggs, HALOT) proposent un sens dérivé de « submersion » ou « engloutissement », en lien avec le récit de Gn 19,24-25 et les traditions juives ultérieures (Talmud, Sanhédrin 109a).

La Septante (LXX) traduit עֲמֹרָה (Amorah) par Γόμορρα (Gomorra), soulignant une vocalisation ou une tradition perdue, peut-être influencée par l’association avec « gomor » (unité de mesure issue de la même racine עָמַר [ʿMR] en Lv 27,16), mais ce lien est contesté. Comme souvent, c'est par la Septante que nous est parvenu le nom de Gomorrhe en français.

## Dans la Bible
Gomorrhe est détruite en même temps que Sodome dans Genèse 18:20-21 et 19:24, par une intervention divine directe qui fait pleuvoir le feu du ciel.  Il est à noter que la Bible parle seulement de « péché » et ne précise en aucune façon la nature de ces « mauvaises mœurs », mais précise que des hommes habitants de la ville voulaient « connaître » les deux anges que Loth avait invités chez lui. L'interprétation de ce « connaître » sous-entendrait qu'ils souhaitaient des rapports de nature sexuelle avec eux.

## Archéologie
L'existence de Gomorrhe est aujourd'hui encore disputée par les historiens. La Bible dit qu'elle se trouvait dans les environs de la mer Morte.